# Porucik Ciuncevo, Dobrici
Porucik Ciuncevo (în bulgară Поручик Чунчево, în română Iazâgilar) este un sat în comuna Kavarna, regiunea Dobrici, Dobrogea de Sud, Bulgaria. 
Între anii 1913-1940 a făcut parte din plasa Balcic a județului Caliacra, România. Majoritatea locuitorilor erau găgăuzi.

## Demografie
Componența etnică a satului Porucik Ciuncevo
     Bulgari (100%)
     Nicio identificare (0%)
     Altele (0%)
La recensământul din 2011, populația satului Porucik Ciuncevo era de 40 locuitori. Din punct de vedere etnic, toți locuitorii erau bulgari.